# Gastrotylopilus brunneus
Gastrotylopilus brunneus är en svampart som beskrevs av T.H. Li & Watling 1999. Gastrotylopilus brunneus ingår i släktet Gastrotylopilus och familjen Boletaceae.   Inga underarter finns listade i Catalogue of Life.